# Єлешниця (річка)
Єлешниця (словац. Jelešnica) — річка в Словаччині, права притока Бебрави, протікає в окрузі Бановці-над-Бебравою.
Довжина приблизно 8.0-8.3 км. Витік знаходиться в масиві Стражовські-Врхи (геоморфологічна підодиниця Злєховські пагорби — схил гори Ярабський-Врх); на висоті близько 300 метрів.
Протікає територією села Лютов і міста Бановці-над-Бебравою. Впадає у Бебраву на висоті приблизно 198-200 метрів.